# Japanese Garden of Peace

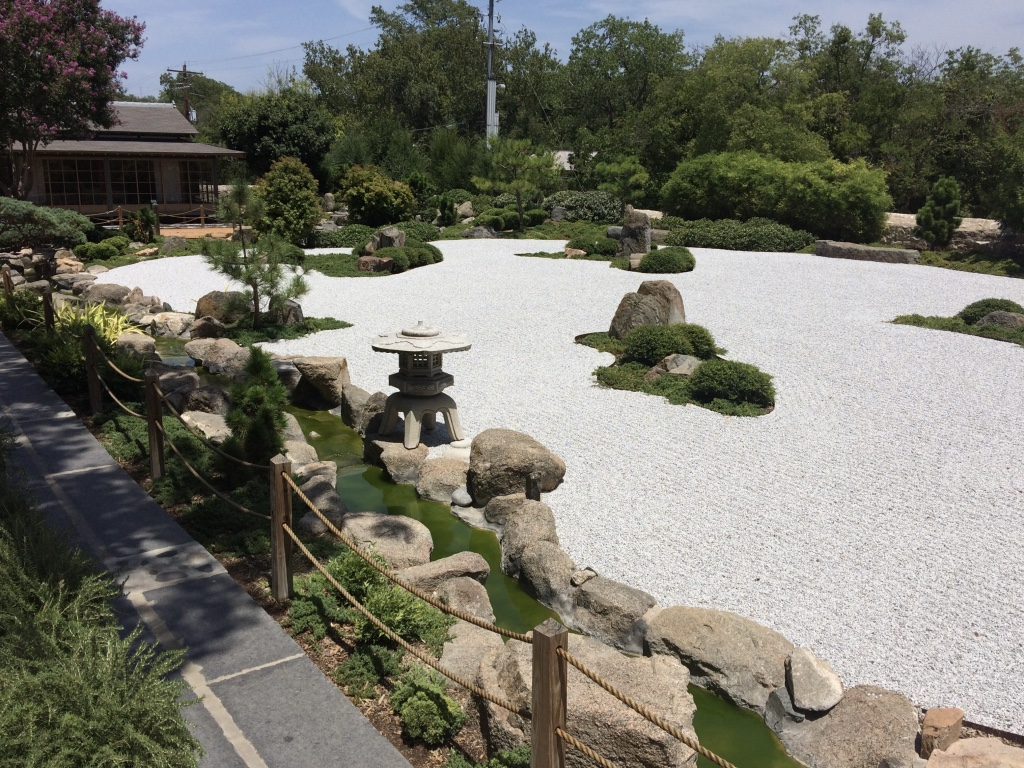
Jardin japonais de la paix à Fredericksburg, Texas

Le Jardin japonais de la paix (anglais : Japanese Garden of Peace) est un jardin de la paix installé au National Museum of the Pacific War à Fredericksburg, au Texas .

## Contexte
Le jardin japonais de la paix a été conçu par Taketora Saita de Tokyo et construit en 1976 dans la maison d'enfance de Nimitz. La maison Nimitz fait partie du complexe muséal qui comprend le Musée national de la guerre du Pacifique . Le jardin traditionnel est un cadeau du peuple du Japon au peuple de l'Amérique, une partie de la réconciliation entre les États-Unis et le Japon et pour honorer l'amitié entre l'amiral de la flotte Chester W. Nimitz et l'amiral Tōgō Heihachirō  .
Après la levée des fonds pour la construction au Japon, des artisans japonais se sont rendus au Texas pour construire le jardin.  A hauteur de 400 000 $, la rénovation terminée fut ouverte et consacrée à la 130ème fondation de Fredericksburg, le 8 mai 1976. L' Admiral Nimitz Foundation  est membre de la North American Japanese Garden Association et emploie un jardinier à plein temps, correctement formé, qui entretient l'installation.

## Conception et objectif

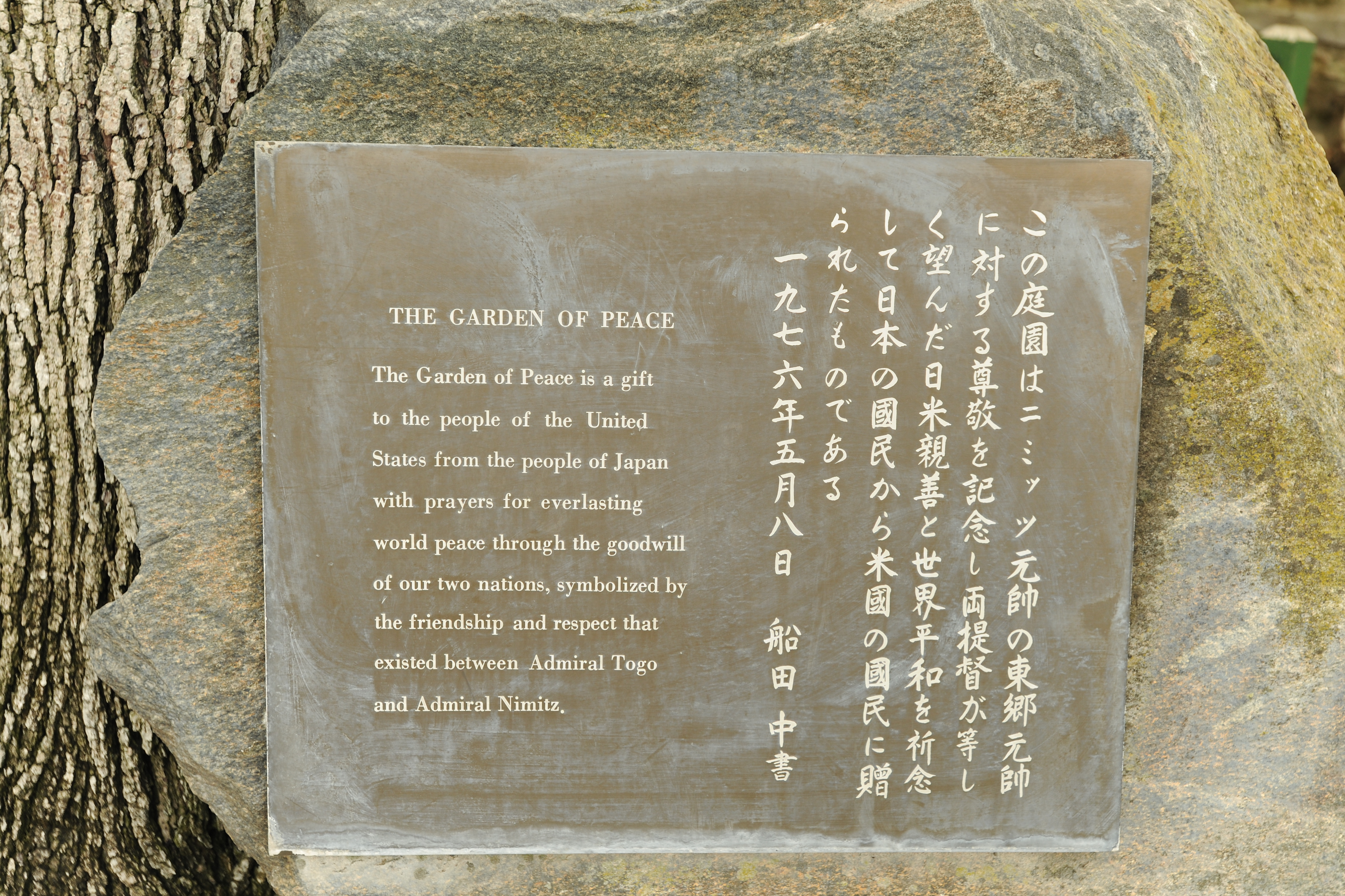
Jardin japonais de la paix

Le caractère évocateur de la destruction et de la mort du National Museum of the Pacific War se trouve délibérément en juxtaposition au cadre calme du jardin. Taketora fit remarquer: 

« It is my hope that as the Admiral Nimitz Park is visited by people from all parts of the world, it will be praised as a small oasis of cool, green beauty in Texas. The prayers of many people, those who gave money as well as those who had a part in building the garden, are directed to this objective. »

Il y a de nombreux éléments dans le jardin qui contiennent une signification symbolique. Les caractéristiques de l'eau représentent des notions telles que la loyauté, les actions de purification et un cœur . Ces représentations sont réalisées par l'agencement et les formes des différents éléments. Un exemple de cette technique est l'utilisation par Taketora des pierres des champs qu'il a trouvées à Fredericksburg: il les a mélangées avec diverses plantations sur une étendue sillonnée de cailloux blancs. Les galets sillonnés rappellent les vagues de l'océan Pacifique et représentent le lien d'union de l'océan Pacifique entre le Japon et les États-Unis. Les îles du Pacifique sont symbolisées par les pierres des champs.
Les pierres des champs d'origine locale témoignent également du désir de Taketora de ne pas submerger le jardin d'influences japonaises. Il a atténué cette influence de diverses manières, y compris en plantant un mélange d'arbres cultivés américains qui ont été donnés par les résidents de Fredericksburg.
Une structure de méditation isolée et carrée avec les qualités d'une maison de l'ère Taisho du début des années 1900 se trouve à une extrémité du parc. Il est similaire à celui de la ville de Maizuru, au Japon. Il comprend des écrans shoji traditionnels et des méthodes de menuiserie réalisées sans clous. À un moment donné, la structure originale à Maizuru appartenait à l'amiral Marquis Tōgō Heihachirō de la marine impériale japonaise.